# Izaak Bauminger
Izaak Bauminger (ur. 5 października 1868 w Radomiu, zm. 3 grudnia 1930 w Krakowie) – żydowski kupiec i fabrykant, senator I kadencji Senatu II RP.
Ukończył szkołę ludową i otrzymał wykształcenie domowe. Od końca lat 90. XIX wieku pracował w organizacjach filantropijnych. Był członkiem Agudy.
Był senatorem I kadencji 1922-1927. Ślubowanie złożył 11 września 1925. Do Senatu wszedł jako zastępca senatora z listy nr 16, woj. warszawskie, Jehudy Leiba Kowalskiego, który zmarł 26 lipca 1925. Członek komitetu Żydowskiego (frakcja Aguda – Klub Posłów i Senatorów Organizacji Żydów Ortodoksów). W 1922-27 zastępca z listy państwowej nr 16 do Senatu.
Był wiceprezesem Rady i Zarządu Gminy Żydowskiej w Krakowie.
Jego kuzynami byli: Hersz Bauminger (1911-1943) – jeden z przywódców oporu w getcie krakowskim i Ariel Leon Bauminger – prof. dr, wieloletni dyrektor Instytutu Jad Waszem w Jerozolimie, autor książki Sprawiedliwi wśród narodów świata.